# Atrichobrunettia macmillani
Atrichobrunettia macmillani är en tvåvingeart som beskrevs av Jezek 2000. Atrichobrunettia macmillani ingår i släktet Atrichobrunettia och familjen fjärilsmyggor. Inga underarter finns listade i Catalogue of Life.